# Okrug Yuma, Arizona
Yuma, Okrug na jugozapadu Arizone nastao 1864. godine kao jedan od četiri izvorna arizonska okruga. Ovaj slikoviti predio prostire se od rijeke Bill Williams na sjeveru pa do meksičke granice na jugu. Ovaj kraj prvi posjećuje 1540. Hernando de Alarcon, svega 48 godina nakon otkrića Novog svijeta, i dolazi na područje sadašnjeg grada Yuma. Svoje ime dobiva po Yuma Indijancima koji su nastanjivali ovaj kraj danas smještenih na rezervatu Yuma u Kaliforniji.  
Kada jer okrug utemeljen sjedištem je postao La Paz, grad na rijeci Colorado, utemeljenom 17. siječnja 1865. koji zahvaljujući rudarskom-boomu i rijeci Colorado brzo narasta na veliki grad od 1,500 stanovnika. Rudarski bum ubrzo će proći, a kao sjedište okruga bit će svega 7 godina. Odlaskom rudara La Paz će postati jedan od mnogih 'gradova duhova'  Arizone, godine 1891. potpuno je pust. Novo sjedište preseljeno je 1871. u grad Yuma, nizvodnije na rijeci Colorado, a svoj opstanak prvenstveno će zahvaliti vojnoj utvrdi Fort Yuma koja je izgrađena 1850. i na mjestu kojeg će 1883. njenim zatvaranjem biti otvoren teritorijalni zatvor Arizone. –Prvi zatvorenici dolaze već 1876. i kroz sljedeće 33 godine kroz njega će proći 3,069 zatvorenika, među kojima i 29 žena. Godine 1909. bit će preseljen u novosagrađeni zatvor u Florence, a zatvor u Yumi postaje povijesni muzej   Yuma Territorial Prison State Historic Park (vidi  Arhivirana inačica izvorne stranice od 11. prosinca 2007. (Wayback Machine)). Grad Yuma kroz sve to vrijeme se razvija i raste, a u tome ga neće omesti ni preseljenje zatvora. Na rijeci Colorado grade se brane za potrebe navodnjavanja. Godine 1909. konstruirana je Laguna Dam, čiju će ulogu kasnije (1938) preuzeti Imperial Diversion Dam. Svoj napredak zahvaljuje i vojnoj prisutnosti Marine Corps Air Station i Yuma Proving Ground. Uz grad Yuma u okrugu se nalaze i gradovi koji žive od agrikulture, Wellton, imenovan po nekoliko dubokih izvora, Somerton i San Luis.

## Gradovi i naselja
Aztec, Dateland, Fortuna Foothills, Gadsden, Hyder, Ligurta, Martinez, Roll, San Luis, Somerton, Tacna, Wellton, Yuma (okružno središte)

## Vanjske poveznice
- Yuma Counta Arizona
- Yuma County, Az  Arhivirana inačica izvorne stranice od 1. listopada 2007. (Wayback Machine)